# Гайдай, Леонид Иович
Леони́д Ио́вич Гайда́й (30 января 1923, Свободный, Амурская губерния, Дальневосточная область, СССР — 19 ноября 1993, Москва, Россия) — советский и российский кинорежиссёр, сценарист и киноактёр, народный артист СССР (1989), лауреат Государственной премии РСФСР имени братьев Васильевых (1970). Участник Великой Отечественной войны.
Один из самых популярных и признанных советских режиссёров. Большинство его картин стали культовыми и разошлись на цитаты. Некоторые фильмы Гайдая входят в список 250 лучших фильмов по версии «Кинопоиска», в том числе «Операция „Ы“ и другие приключения Шурика», «Кавказская пленница, или Новые приключения Шурика», «Бриллиантовая рука», «12 стульев», «Иван Васильевич меняет профессию» и «Не может быть!».

## Биография

### Происхождение
Леонид Гайдай родился 30 января 1923 года в городе Свободный Амурской губернии (сейчас Амурская область). Отец Иов Исидорович Гайдай (1886—1965) происходил из крепостных крестьян Полтавской губернии; в 1906 году был арестован по делу Лубенской организации эсеров (экспроприация денежных средств у крупного свеклопромышленника Богданова на революционную деятельность) и, пройдя целый ряд тюрем, в возрасте 22 лет отправлен на Дальний Восток — на строительство Амурской железной дороги. Мать Мария Ивановна Любимова была родом с Рязанщины. В семье родилось трое детей, Леонид был младшим; его старший брат Александр (1919—1994) стал журналистом и поэтом.

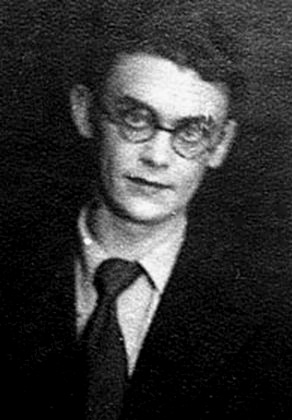
Леонид Гайдай. Иркутск, 1941 год

Летом 1923 года семья перебралась в Читу, затем — в Иркутск, где проживала в предместье Глазково недалеко от железнодорожного вокзала (ныне ул. Касьянова, дом 35).

### Детство и юность
С 1938 по 1942 год — член ВЛКСМ.
Учился в Иркутской железнодорожной школе № 42 (сейчас РЖД Лицей № 14), которую окончил 20 июня 1941 года. Через два дня после окончания школы, 22 июня 1941 года, пошёл записываться добровольцем в армию, но его не взяли. Устроился рабочим сцены в Иркутском драматическом театре, где в это время давал спектакли прибывший в эвакуацию Московский театр сатиры. Смотрел все спектакли, ездил на гастроли.
Призван осенью 1941 года и первоначально проходил службу в Монголии, затем направлен на Калининский фронт, красноармейцем пешей разведки 1263-го стрелкового полка 381-й стрелковой дивизии. 14 декабря 1942 года в ходе Великолукской наступательной операции в бою за деревню Енкино (ныне Новосокольнического района Псковской области) забросал гранатами огневую точку противника и уничтожил троих немцев, участвовал в захвате пленных, за что Приказом № 69 по 1263 СП от 20 декабря 1942 года был награждён медалью «За боевые заслуги». 20 марта 1943 года во время выполнения очередной разведки сержант Гайдай, подорвавшись на противопехотной мине, получил тяжёлое ранение в правую стопу и был направлен в медсанбат.

Полковой разведчик 381-й стрелковой дивизии сержант Леонид Гайдай в годы войны

С июня 1943 по январь 1944 года проходил лечение в эвакогоспитале № 1386 в Иванове, располагавшемся в зданиях нынешних школ № 49 и 31 (местечко Соснево). После госпитального лечения, в январе 1944 года его признали инвалидом 2-й группы. Он вернулся в Иркутск, где стал работать в драмтеатре и учиться в театральной студии.

### Карьера в театре и кинематографе
В 1947 году окончил театральную студию при Иркутском областном драматическом театре, где работал актёром и осветителем.
В 1949—1955 годах учился на режиссёрском факультете ВГИКа. На последнем курсе режиссёр Борис Барнет пригласил его на одну из главных ролей в музыкальную комедию «Ляна» (1955), в съёмках которой Гайдай также участвовал в качестве режиссёра-практиканта.
С 1955 года работал режиссёром на киностудии «Мосфильм».
В 1956 году совместно с Валентином Невзоровым поставил свой дебютный фильм — драму «Долгий путь» по мотивам сибирских рассказов Владимира Короленко.
В 1958 году на экраны вышла сатирическая картина «Жених с того света», едва не стоившая режиссёру карьеры. После редактирования и удаления всех неугодных начальству сцен от фильма осталось чуть больше половины. Несмотря на благосклонность к нему директора «Мосфильма» Ивана Пырьева, Гайдай был практически отстранён от режиссёрской работы.
Лишь в 1960 году после выхода историко-революционного фильма «Трижды воскресший», который Гайдай поставил по совету и протекции Пырьева и о котором впоследствии не любил вспоминать, он снова вернулся к жанру комедии. В 1961 году по инициативе того же Пырьева был создан комедийный киноальманах «Совершенно серьёзно», куда вошли короткометражные фильмы начинающих режиссёров, в том числе «Пёс Барбос и необычный кросс», в том же году номинированный на «Золотую пальмовую ветвь» за лучший короткометражный фильм на Каннском кинофестивале.
Эта работа принесла известность не только режиссёру, но и созданной им троице антигероев Трусу, Балбесу и Бывалому в исполнении Георгия Вицина, Юрия Никулина и Евгения Моргунова: в том же году на волне успеха Гайдай поставил ещё одну короткометражку с их участием — «Самогонщики».
В 1962 году экранизировал три новеллы О. Генри в рамках своего фильма «Деловые люди». Сделав перерыв в три года, режиссёр выпустил подряд три фильма, которые стали всенародно любимыми. Кинокомедия «Операция «Ы» и другие приключения Шурика», состоящая из трёх киноновелл, заняла первое место в прокате 1965 года, а «Кавказская пленница, или Новые приключения Шурика» (1967) и «Бриллиантовая рука» (1968) вошли в пятёрку самых кассовых советских фильмов (четвёртое и третье место, соответственно). Последняя в 1995 году победила в опросе телезрителей и была признана лучшей отечественной комедией за сто лет, а режиссёр был награждён Призом РТР «Золотой билет» посмертно. Сценарии к своим фильмам Леонид Гайдай практически всегда писал самостоятельно, а многие фразы из гайдаевских кинокомедий оказались «крылатыми».

Памятник Леониду Гайдаю в г. Свободном

В 1970-х годах экранизировал классические произведения отечественных авторов: Ильи Ильфа и Евгения Петрова, Михаила Булгакова, Михаила Зощенко и Николая Гоголя. В 1981—1988 годах снимал сюжеты для киножурнала «Фитиль». Тогда же на экраны вышло несколько картин на оригинальные сюжеты, самыми известными из которых стали комедии «За спичками» (1980) и «Спортлото-82», однако, уже не пользовавшиеся былым успехом. Последней работой стал российско-американский фильм «На Дерибасовской хорошая погода, или На Брайтон-Бич опять идут дожди», вышедший в октябре 1992 года.
По воспоминаниям коллег, был полноправным автором сценариев к своим фильмам, которые создавал совместно с Яковом Костюковским, Морисом Слободским, Владленом Бахновым и другими. Был членом Союза кинематографистов СССР.

### Смерть и похороны
Скончался 19 ноября 1993 года на 71-м году жизни в московской больнице в результате тромбоэмболии лёгочной артерии.
Похоронен на Кунцевском кладбище в Москве. Рядом с Леонидом Гайдаем в 2025 году похоронили его жену Нину Гребешкову.

## Семья

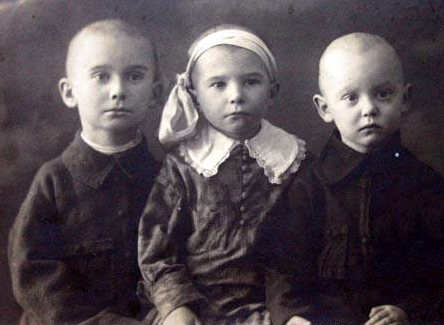
Александр, Августина и Леонид Гайдай, 1920-е годы

Отец — Иов Исидорович Гайдай (18.05.1886—19.01.1965), железнодорожный служащий, из семьи крепостных крестьян, уроженец хутора Ореховщина на Полтавщине. Социалист-революционер, в 1906 году был арестован за хищение средств у крупного производителя свёклы «на дело революции», скитался по тюрьмам, в 1908 году был осуждён на каторжные работы по постройке Амурской железной дороги, по истечении срока остался в Амурской области.
Мать — Мария Ивановна Гайдай (в девичестве — Любимова; 30.08.1890—01.09.1972), родом из Рязанской области.
Брат — Александр Иович Гайдай (1919—1994), журналист и поэт.
Сестра — Августа Иовна Гайдай (род. 1921).
Жена — Нина Павловна Гребешкова (1930—2025), актриса. Заслуженная артистка РФ (2001). Прожила в браке с Леонидом Гайдаем 40 лет.
- Дочь — Оксана Леонидовна Гайдай[5] (Худякова) (род. 27 ноября 1957), экономист, работает в банке.
  - Внучка — Ольга Худякова, родилась в Малайзии[22][23], работает в банке экономистом. В детстве сыграла эпизодическую роль в фильме своего деда «Частный детектив, или Операция „Кооперация“» (1990)[24].

## Творчество

### Полнометражные фильмы

Леонид Гайдай с Юрием Никулиным, Григорием Шпигелем и Леонидом Каневским на съёмках фильма «Бриллиантовая рука».

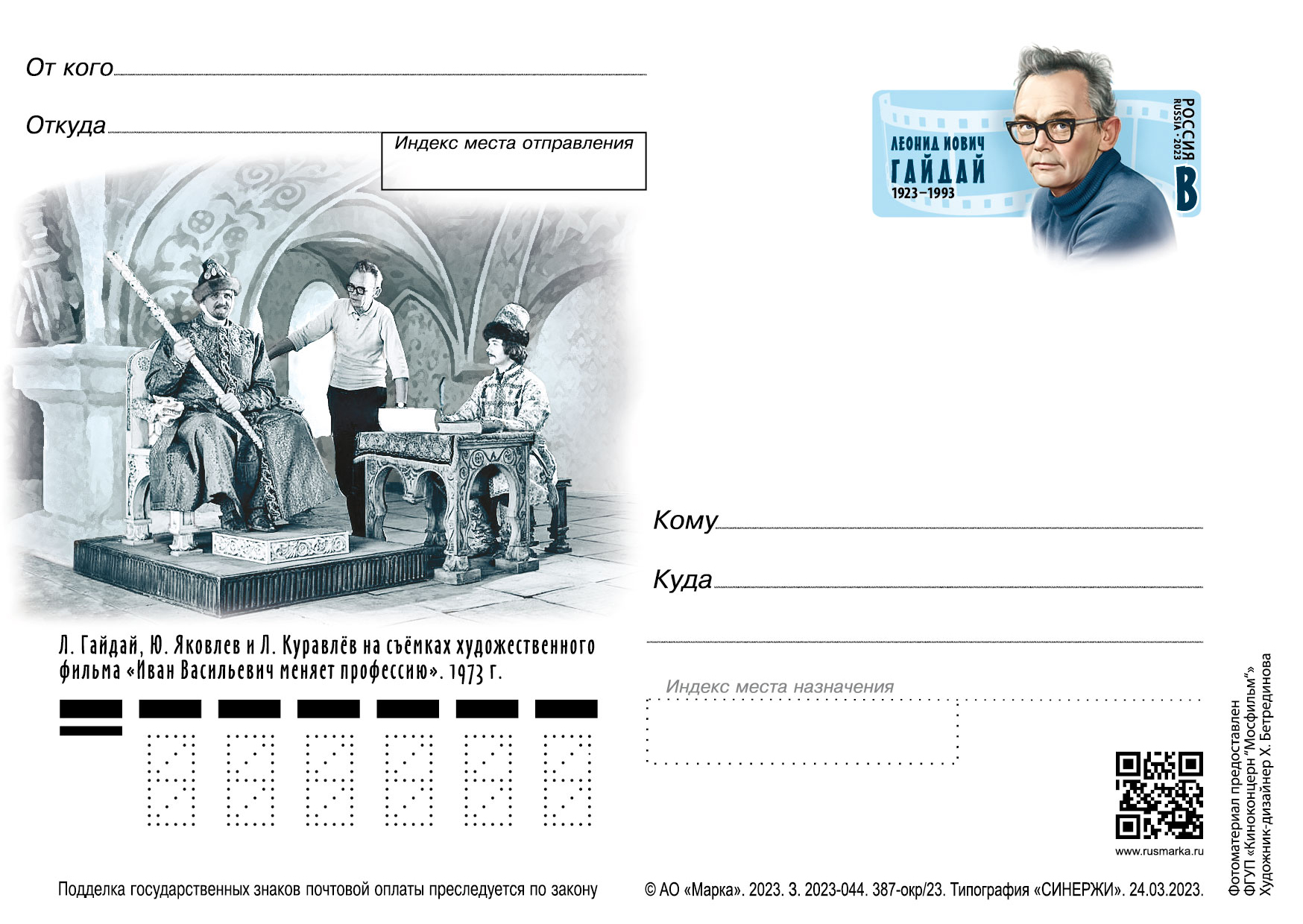
Почтовая марка. Леонид Гайдай с Юрием Яковлевым и Леонидом Куравлёвым на съёмках фильма «Иван Васильевич меняет профессию».

| Год  | Название                                                             | Режиссёр                  | Сценарист                                              | Художественный руководитель | Актёр     | Роль | Примечания                             |
| ---- | -------------------------------------------------------------------- | ------------------------- | ------------------------------------------------------ | --------------------------- | --------- | --- | -------------------------------------- |
| 1955 | Ляна                                                                 |                           |                                                        |                             | зелёная ✓ | Алёша | дебют в кино, также помощник режиссёра |
| 1956 | Долгий путь                                                          | (с Валентином Невзоровым) |                                                        |                             |           | | дебют в качестве режиссёра             |
| 1958 | Ветер                                                                |                           |                                                        |                             | зелёная ✓ | Науменко                                                                                                   |                                        |
| 1960 | Трижды воскресший                                                    | зелёная ✓                 |                                                        |                             | зелёная ✓ | изобретатель (в титрах не указан)                                                                          |                                        |
| 1962 | Деловые люди                                                         | зелёная ✓                 | зелёная ✓                                              |                             |           | |                                        |
| 1965 | Операция «Ы» и другие приключения Шурика                             | зелёная ✓                 | (с Яковом Костюковским и Морисом Слободским)           |                             |           | |                                        |
| 1966 | Кавказская пленница, или Новые приключения Шурика                    | зелёная ✓                 | (с Яковом Костюковским и Морисом Слободским)           |                             |           | |                                        |
| 1968 | Бриллиантовая рука                                                   | зелёная ✓                 | (с Яковом Костюковским и Морисом Слободским)           |                             | зелёная ✓ | пьяница в подворотне / рука во сне Козодоева / руки «Шефа», достающие из ямы жестянку (в титрах не указан) |                                        |
| 1971 | 12 стульев                                                           | зелёная ✓                 | (с Владленом Бахновым)                                 |                             | зелёная ✓ | архивариус Варфоломей Коробейников / Киса Воробьянинов (в титрах не указан)                                | дублёр в сцене битвы за стул           |
| 1973 | Иван Васильевич меняет профессию                                     | зелёная ✓                 | (с Владленом Бахновым)                                 |                             |           | |                                        |
| 1973 | Подарок одинокой женщине                                             |                           |                                                        | (сюжетный)                  |           | |                                        |
| 1975 | Не может быть!                                                       | зелёная ✓                 | (с Владленом Бахновым)                                 |                             |           | |                                        |
| 1977 | Инкогнито из Петербурга                                              | зелёная ✓                 | (с Владленом Бахновым)                                 |                             |           | |                                        |
| 1977 | Риск — благородное дело                                              |                           |                                                        |                             | зелёная ✓ | режиссёр на съёмках фильма                                                                                 |                                        |
| 1978 | По улицам комод водили                                               |                           |                                                        | зелёная ✓                   |           | |                                        |
| 1980 | За спичками                                                          | (с Ристо Орко)            | (с Ристо Орко, Владленом Бахновым и Тапио Вилппоненом) |                             |           | | Совместное производство с Финляндией   |
| 1982 | Спортлото-82                                                         | зелёная ✓                 | (с Владленом Бахновым)                                 |                             |           | |                                        |
| 1985 | Опасно для жизни!                                                    | зелёная ✓                 | (с Романом Фурманом и Олегом Колесниковым)             |                             |           | |                                        |
| 1989 | Частный детектив, или Операция «Кооперация»                          | зелёная ✓                 | (с Аркадием Ининым и Юрием Воловичем)                  |                             |           | |                                        |
| 1992 | На Дерибасовской хорошая погода, или На Брайтон-Бич опять идут дожди | зелёная ✓                 | (с Аркадием Ининым и Юрием Воловичем)                  |                             | зелёная ✓ | сумасшедший игрок в казино (в титрах не указан)                                                            | камео; последняя работа в кино         |

### Короткометражные фильмы
| Год       | Название                     | Режиссёр | Сценарист                 | Актёр     | Роль             | Примечания                                                        |
| --------- | ---------------------------- | --- | ------------------------- | --------- | ---------------- | ----------------------------------------------------------------- |
| 1958      | Жених с того света           | зелёная ✓ |                           |           |                  |                                                                   |
| 1961      | В пути                       | |                           | зелёная ✓ | Толя             |                                                                   |
| 1961      | Пёс Барбос и необычный кросс | зелёная ✓ | зелёная ✓                 | зелёная ✓ | медведь в шалаше | вырезанный эпизод                                                 |
| 1961      | Самогонщики                  | зелёная ✓ | (с Константином Бровиным) | зелёная ✓ | жена Бывалого    | вырезанный эпизод                                                 |
| 1973      | Чёрные перчатки              | зелёная ✓ | (с Владленом Бахновым)    |           |                  | Короткометражная версия фильма «Иван Васильевич меняет профессию» |
| 1981-1988 | Фитиль (киножурнал)          | (Cюжеты: «Фамильная драгоценность» (1981), «Метаморфоза» (1983), «Атавизм» (1983), «За свой счёт» (1986), «Приспособился!» (1986), «Неожиданное открытие» (1986), «Сюприз» (1986), «Ограбление по …» (1986), «Картинка с выставки» (1987), «Деловые игры» (1987), «Пальцем в небо» (1987), «Горько» (1987), «Неуловимый мститель» (1988) и «Случай на птичьем рынке» (1988)) | (Сюжет: «Сюрприз» (1986)) |           |                  |                                                                   |

### Архивные кадры
- 2001 — Леонид Гайдай: от смешного до великого (документальный)
- 2010 — Остров невезения (из цикла «Спето в СССР») (документальный)
- 2010 — Песня самогонщиков (из цикла «Спето в СССР») (документальный)
- 2010 — Операция «Ы» и другие приключения Шурика (из цикла «Тайны советского кино») (документальный)
- 2013 — Леонид Гайдай… и немного о «бриллиантах» (документальный)

## Награды и звания
- Почётная грамота Иркутского обкома ВЛКСМ — за хорошее исполнение роли Ивана Земнухова в спектакле «Молодая гвардия»[7]
- Заслуженный деятель искусств РСФСР (29.09.1969) — за заслуги в области советской кинематографии[28]
- Народный артист РСФСР (28.03.1974) — за заслуги в области советского киноискусства[29]
- Народный артист СССР (18.08.1989) — за большие заслуги в развитии советского киноискусства и плодотворную общественную деятельность[30]
- Государственная премия РСФСР имени братьев Васильевых (1970) — за участие в создании ряда советских кинокомедий последних лет[5]
- Орден Отечественной войны I степени (1985)[31]
- Медаль «За боевые заслуги» (1942)[32]
- Медаль «В ознаменование 100-летия со дня рождения Владимира Ильича Ленина»
- Медаль «За победу над Германией в Великой Отечественной войне 1941—1945 гг.»
- Юбилейная медаль «Двадцать лет Победы в Великой Отечественной войне 1941—1945 гг.»
- Юбилейная медаль «Тридцать лет Победы в Великой Отечественной войне 1941—1945 гг.»
- Юбилейная медаль «Сорок лет Победы в Великой Отечественной войне 1941—1945 гг.»
- Медаль «Ветеран труда»
- Медаль «50 лет Вооружённых Сил СССР»
- Медаль «60 лет Вооружённых Сил СССР»
- Медаль «70 лет Вооружённых Сил СССР»
- МКФ короткометражных фильмов в Кракове (Главный приз «Серебряный дракон Вавеля», фильм «Операция „Ы“ и другие приключения Шурика», 1965)[33]
- ВКФ в Тбилиси (Диплом и Премия «За вклад в разработку жанра кинокомедии», фильм «12 стульев», 1972)
- Фестиваль советских фильмов в Сорренто (Специальный приз «Серебряная сирена», фильм «12 стульев», 1972)
- МКФ в Москве (Специальное упоминание жюри, фильм «За спичками», 1981)
- Премия «Золотой овен» («Человек кинематографического года», 1993)[5]
- Приз РТР «Золотой билет» («За лучшую отечественную комедию» (посмертно), фильм «Бриллиантовая рука», 1995)[5][34]
- Гранд-премия «КиноВатсон» (2008, посмертно)[35].

## Пародии в фильмах
- «Спортлото-82». В начале фильма показана очередь за детективом «Смертельное убийство», принадлежащим перу популярного писателя Гениана Зелёного (аллюзия на Юлиана Семёнова).
- «Частный детектив, или Операция „Кооперация“» пародирует многосерийный телефильм «Следствие ведут ЗнаТоКи». Практиканты Знаменский, Томин и Кибрит (прежние «ЗнаТоКи» ушли на пенсию, в кооператив) помогают раскрыть дело о похищении кооператора. Фамилия фигурирующего в фильме майора милиции — Кронин — аллюзия на популярного персонажа детективов майора Пронина.
- «На Дерибасовской хорошая погода, или на Брайтон-Бич опять идут дожди». Содержит пародии на руководителей советского государства от Владимира Ленина до Михаила Горбачёва, а также на президента США Джорджа Буша-старшего. Страсть генерала ЦРУ (в исполнении Эммануила Виторгана) к собиранию русских пословиц — аллюзия на такую же склонность Рональда Рейгана.

## Влияние на другие фильмы
Леонид Гайдай оказал огромное влияние на советский и российский кинематограф. Среди непосредственных откликов можно назвать:
- На заре его творчества, в 1964 году, герои его фильмов Трус, Балбес и Бывалый появились в фильме «Дайте жалобную книгу», снятом другим известным режиссёром-комедиографом Эльдаром Рязановым. В дальнейшем троица появлялась ещё в пяти фильмах других режиссёров, например, «Семь стариков и одна девушка».
- В 1977 году вышел фильм-концерт по мотивам популярных комедий Леонида Гайдая — «Эти невероятные музыканты, или Новые сновидения Шурика» Юрия Саакова. В концерте задействованы актёры и песни из фильмов режиссёра 1965—1975 годов. Наряду с «фаворитами», в фильме участвуют и актёры, снимавшиеся у Гайдая по одному разу, — Арчил Гомиашвили, Олег Даль, Светлана Светличная, — а также Валерий Золотухин, чей вклад в фильмы Гайдая заключался лишь в исполнении песен.
- В 1980 году вышел фильм «Комедия давно минувших дней», сценарий к которому написали сценаристы трёх фильмов Леонида Гайдая Яков Костюковский и Морис Слободской. В фильме Арчил Гомиашвили и Сергей Филиппов вернулись к образу Остапа Бендера и Кисы Воробьянинова, соответственно. Юрий Саранцев снова озвучил Гомиашвили. Также в фильме участвуют два героя гайдаевской троицы — Бывалый (Евгений Моргунов) и Трус (Георгий Вицин).
- В 1982 году вышел фильм «Не ждали, не гадали!», где Александр Демьяненко и Наталья Варлей играют профессора и его жену, что выглядит как продолжение биографии героев «Кавказской пленницы». Эту отсылку можно считать косвенно одобренной Гайдаем, поскольку автор сценария к этому фильму Роман Фурман впоследствии принимал участие в создании фильма Гайдая «Опасно для жизни!».
- В 1996 году вышел музыкальный телефильм «Старые песни о главном 2», в котором Александр Демьяненко и Наталья Варлей заново исполнили роли Шурика и Нины из фильма «Кавказская пленница, или Новые приключения Шурика».
- В 1997 году вышел музыкальный телефильм «Старые песни о главном 3», сюжет которого является формальным продолжением фильма «Иван Васильевич меняет профессию». Согласно сюжету, в конце оригинального фильма Жорж Милославский, убегая от милиции, попал во времена Ивана Грозного и стал там царём. Теперь героям фильма надо найти Ивана Грозного и вернуть его.
- В 2005 году вышел музыкальный телефильм «Первый скорый», в котором Владимир Этуш и Наталья Варлей заново исполнили роли Саахова и Нины из фильма «Кавказская пленница, или Новые приключения Шурика» в одной из сцен.

### Ремейки
- Сцена соблазнения из фильма «Бриллиантовая рука» Анной Сергеевной Горбункова была «воспроизведена» в телепередачах «Круиз МузОбоза» (1993) (в роли Горбункова выступил Вадим Казаченко, а в роли Анны Сергеевны — Татьяна Овсиенко)[36] и «Старые песни о главном 2» (1996—1997) (в роли Горбункова Николай Фоменко, а в роли Анны Сергеевны — Наташа Королёва)[37].
- В 2010 году вышел телефильм «Бриллиантовая рука 2», сочетающий документальные кадры, концертное шоу и постановочные сцены-ремейки с участием Марата Башарова (Козодоев), Гоши Куценко (Лёлик) и Сергея Светлакова (Горбунков).
- В 2014 году вышел ремейк фильма «Кавказская пленница, или Новые приключения Шурика» под названием «Кавказская пленница!». Фильм стал одним из крупнейших провалов в истории российского кино. При бюджете 3,5 млн долларов сборы в кинотеатрах составили 180 тысяч долларов.
- В 2023 году вышла комедия «Иван Васильевич меняет всё» производства телеканала «ТНТ» и Comedy Club, снятая режиссёрами Михаилом Семичевым и Романом Кимом и заявленная как сатирическая пародия на фильм «Иван Васильевич меняет профессию».
- В 2024 году вышла пародия на фильм «Бриллиантовая рука» под названием «Небриллиантовая рука» под производством «ТНТ» и Comedy Club.

## Память

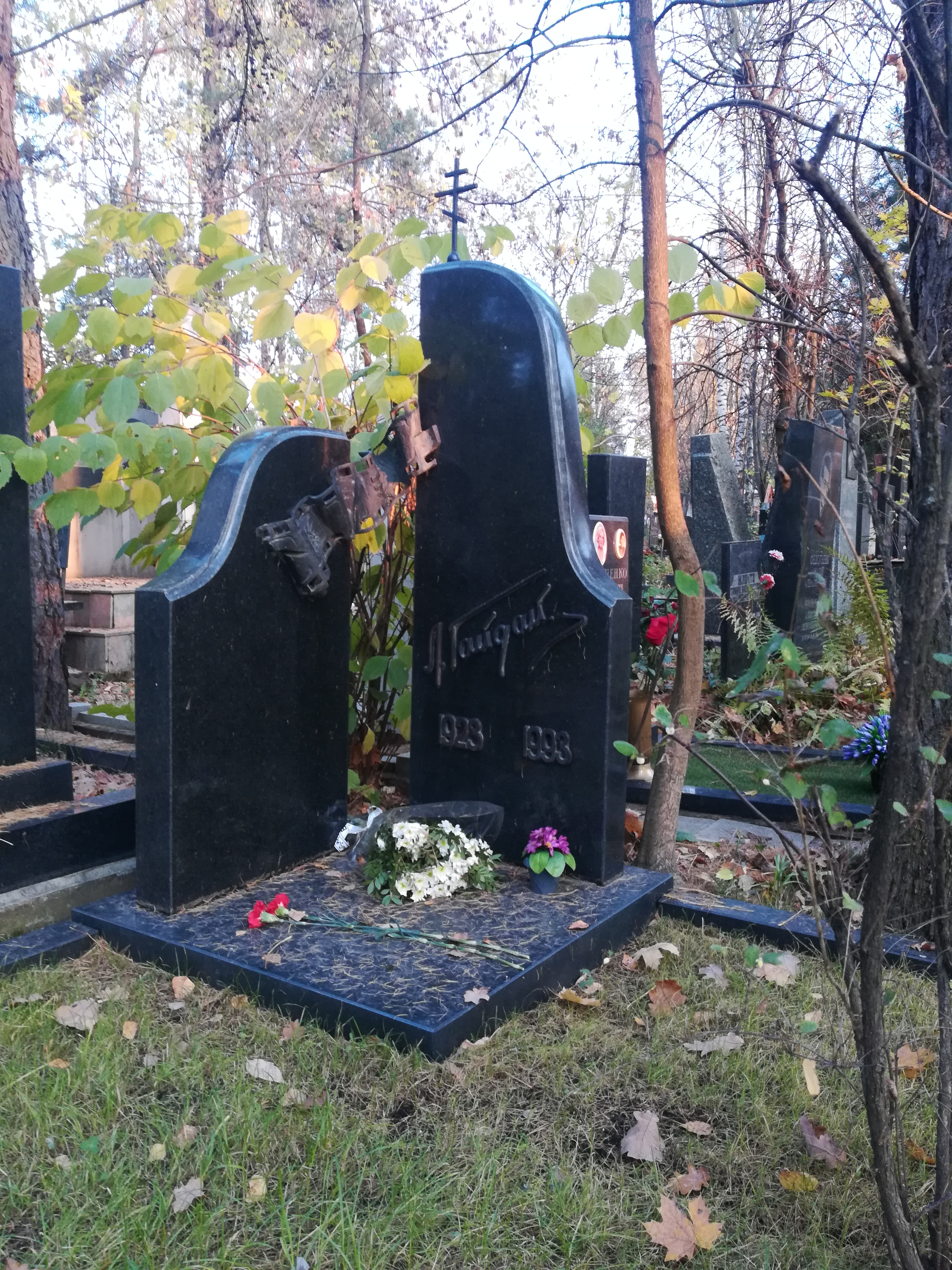
Могила Л. Гайдая

Мемориальная доска
на доме 5, корпус 1 по ул. Черняховского, Москва

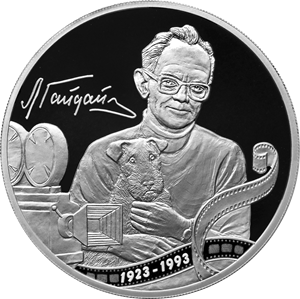
Серебряная монета Банка России — Творчество Леонида Гайдая (номинал 3 рубля)

### Топонимика
- Решением Курганской городской Думы от 26 мая 2016 года одной из новых улиц микрорайона Левашово было присвоено имя режиссёра[38].
- В Свободном Амурской области есть кинотеатр им. Леонида Гайдая, рядом с которым установлен памятник режиссёру[39].
- В 2003 году, в дни празднования восьмидесятилетия Гайдая, в Иркутске, где будущий режиссёр провёл своё детство, его имя было присвоено старейшему кинотеатру города «Художественный», который теперь носит название «Центр российского кино имени Л. И. Гайдая». В день рождения режиссёра, 30 января, на доме, где он жил, и на здании школы, где учился, были установлены мемориальные доски[40].
- Имя Гайдая носит одна из площадей на территории киноконцерна «Мосфильм»[41].
- 10 октября 2012 года в Иркутске была открыта скульптурная композиция: троица Трус, Балбес и Бывалый и Леонид Гайдай, сидящий на режиссёрском стульчике[42], а рядом с ним пёс Барбос, держащий в пасти динамитную шашку.
- 14 декабря 2013 года в Москве, на доме № 5, корпус 1 по улице Черняховского, где жил режиссёр, была открыта мемориальная доска[43].
- 7 мая 2015 года в Иванове на здании школы № 49, в котором во время ВОВ находился госпиталь, в котором в 1943—1944 годах режиссёр проходил лечение, была установлена мемориальная доска[44].

### В документалистике
- «Леонид Гайдай: от смешного до великого» (2001)
- «Острова. Леонид Гайдай» (2002, телеканал «Культура»).
- «Пёстрая лента. Леонид Гайдай. Ещё раз о Гайдае» (2004, «Первый канал»).
- «Как уходили кумиры. Леонид Гайдай» (2005, телеканал ДТВ)
- «Операция „Ы“ и другие приключения Леонида Гайдая» (2008, «Первый канал»).
- «Леонид Гайдай. Необычный кросс» (2008, телеканал «ТВ Центр»).
- «Леонид Гайдай. Великий пересмешник» (2013, «Первый канал»).
- «Леонид Гайдай… и немного о „бриллиантах“» (2013, телеканал «Культура»).
- «Леонид Гайдай. „Бриллиантовый вы наш!“» (2018, «Первый канал»)[17].
- «Леонид Гайдай. Человек, который не смеялся» (2018, ТВ Центр).
- «Леонид Гайдай. Все бриллианты короля комедии» (2023, «Первый канал»)[24].

### Прочее
- 24 января 2000 года в честь Л. И. Гайдая назван астероид (8451) Гайдай, открытый в 1977 году советским астрономом Н. С. Черных.
- 30 января 2013 года Google выставил праздничный Doodle приуроченный 90-летию со дня рождения Леонида Гайдая. Отдельные буквы традиционного Google были заменены на портрет режиссера, а также изображения героев его комедий Труса, Балбеса и Бывалого[45].

## Сочинения
- Костюковский Я. А., Слободской М. Р., Гайдай Л. И. Жить хорошо. А хорошо жить — ещё лучше: Киносценарии. — М.: Пик : Согласие, 1998. — 251 с. ISBN 5-7358-0204-6